# Mistboog

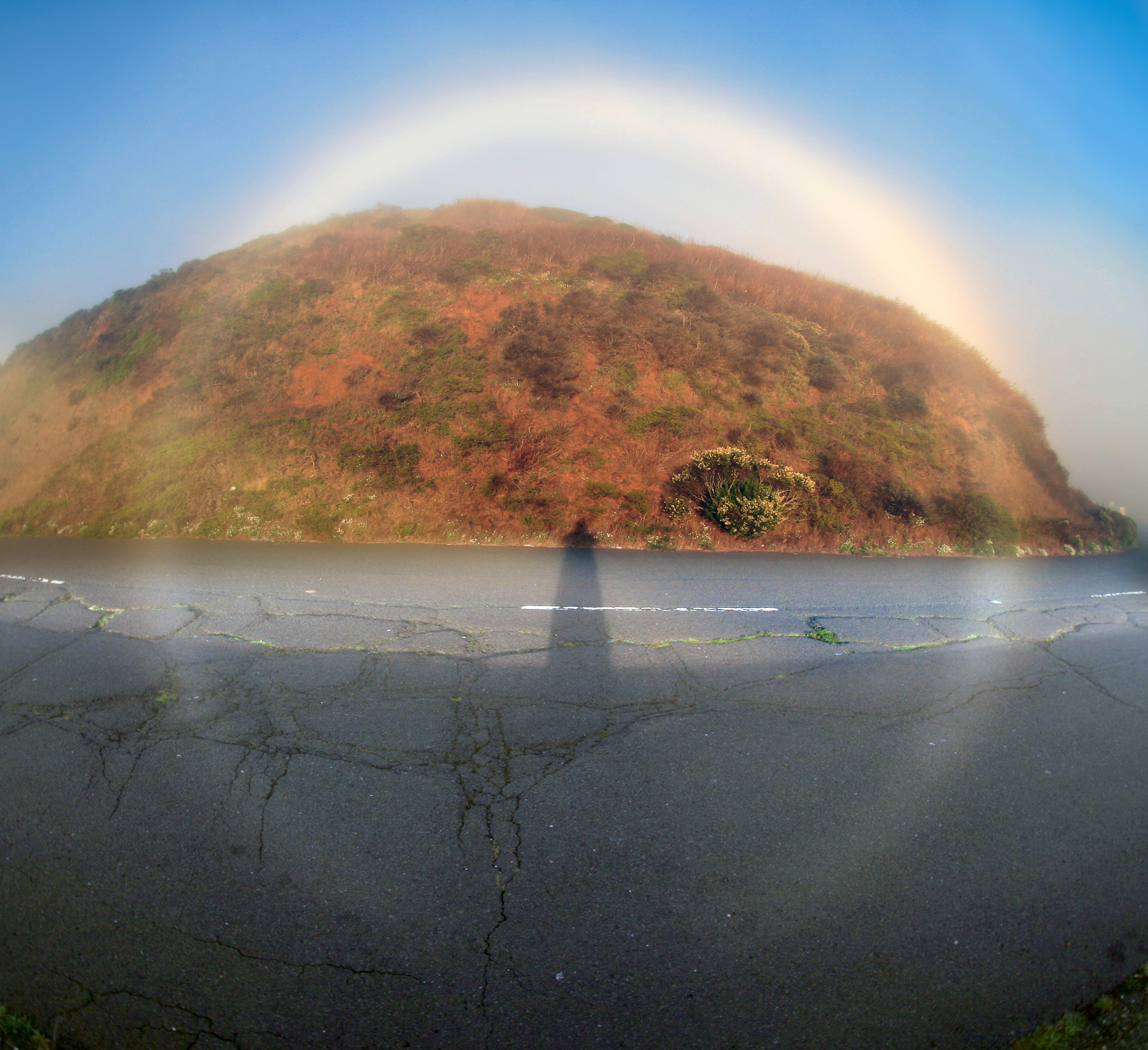
Een mistboog van 360°

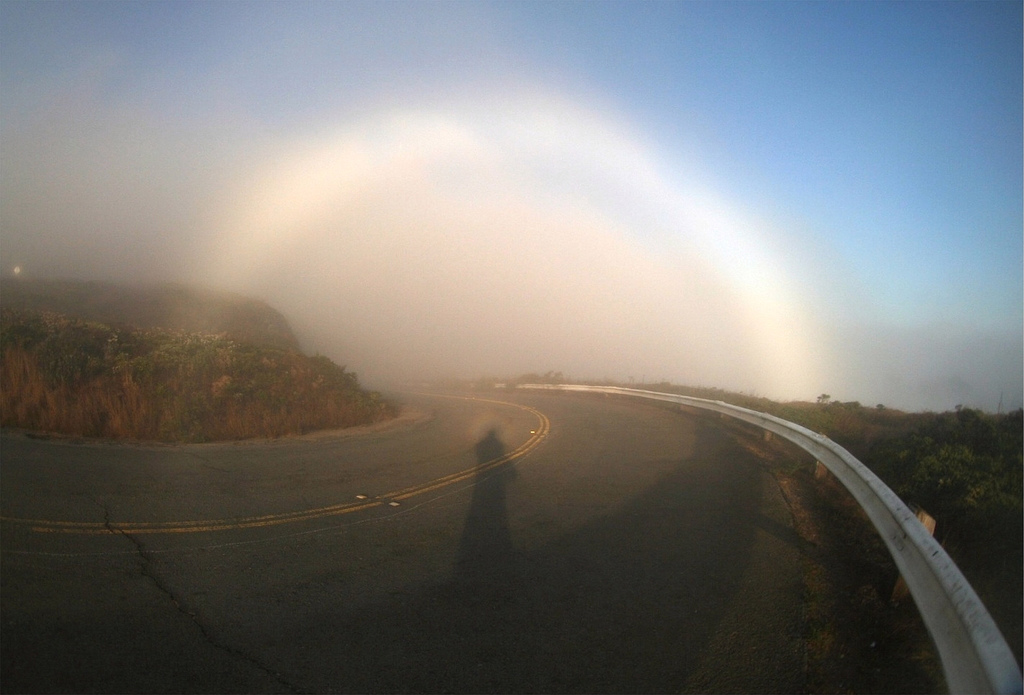
Een mistboog, samen met een glorie

Een mistboog ontstaat net als een regenboog als waterdruppels door de zon worden beschenen. Bij mist zijn de druppeltjes echter heel klein. Het uiterlijk van een regenboog verandert naarmate de waterdruppels kleiner worden. Een mistboog is meestal maar flets doordat de kleuren elkaar grotendeels overlappen. Hierdoor is de boog bijna kleurloos met hoogstens aan de buitenrand wat oranjeachtig wit en aan de binnenrand lichtblauwachtig wit. De afmeting van een mistboog is ook kleiner dan die van een regenboog en de overtallige bogen staan op een grotere afstand van de boog. Behalve in mist is de mistboog als wolkenboog te zien in een laag Cirrocumulus of Altocumulus bewolking, maar dan heeft hij een ietwat verbrokkeld uiterlijk zodat hij lastiger is te herkennen. In mist blijft de vorm van de boog daarentegen meestal wel goed herkenbaar. Een complete mistboog is zelden te zien, hoewel men hem 's nachts door middel van een felle puntvormige kunstmatige lichtbron zichtbaar kan maken in dichte mist.

## Cirkel van Ulloa / Halo van Bouguer
De benaming Cirkel van Ulloa (Cercle d'Ulloa) is te danken aan de ontdekkingsreiziger Antonio de Ulloa die in 1748 vanop de Pambamarca stratovulkaan te Peru de mistboog te zien kreeg en dit verschijnsel uitvoerig beschreef. Alhoewel het geen haloverschijnsel is kreeg de mistboog ook de naam Halo van Bouguer naar de Franse wiskundige, natuurkundige, en hydrograaf Pierre Bouguer.

## Fotograferen van mistbogen 's nachts
Sommige waarnemers van optische verschijnselen zijn in staat om de cirkel van de volledige mistboog in tweevoud te fotograferen, d.m.v. de koplampen van hun auto in plaats van de volle maan. Het fototoestel bevindt zich op enkele tientallen meters verwijderd van de auto, gericht naar het punt in tegenovergestelde richting van de twee koplampen. De resulterende nachtfoto's tonen twee wazige lichtcirkels die elkaar vanboven en vanonder snijden, waarbij deze twee snijpunten zich helderder vertonen dan de in tweevoud vertoonde zijwaartse boogfragmenten.

## Mistbogen veroorzaakt door straatverlichting
Fietsers die zich 's nachts in mistige omstandigheden verplaatsen, kunnen, tegen de donkere achtergrond van het straatoppervlak, wazige schimmen zien voorbijschieten. Deze schimmen zijn fragmenten van mistbogen, veroorzaakt door straatverlichting. Het experiment om deze nachtelijke mistboogfragmenten te zien te krijgen lukt het best met krachtige witte floodlights (spots).

## Mistboogfragment in straal van fietslicht
Een plaatselijke verheldering in de straal van het fietslicht, waargenomen gedurende mistige omstandigheden, verraadt het bestaan van het zelf opgewekt mistboogfragment. De waarnemer ziet, op de fiets gezeten, op enkele tientallen centimeter verwijderd van het fietslicht, een wazige concentratie of knooppunt in de straal. Als de waarnemer iets voorover helt verplaatst het knooppunt zich in de straal mee naar voren. Als de waarnemer iets naar achter helt verplaatst het knooppunt zich mee achterwaarts. Enige oefening is vereist om dit mistboogfragment te zien te krijgen. Dit experiment kan ook uitgevoerd worden tijdens motregen.